# كوري بلير
كوري بلير (بالإنجليزية: Cory Blair)‏ هو لاعب دوري الرغبي أمريكي، ولد في 28 يونيو 1985 في Coolangatta ‏ في أستراليا.